# Bunzlauer Keramik

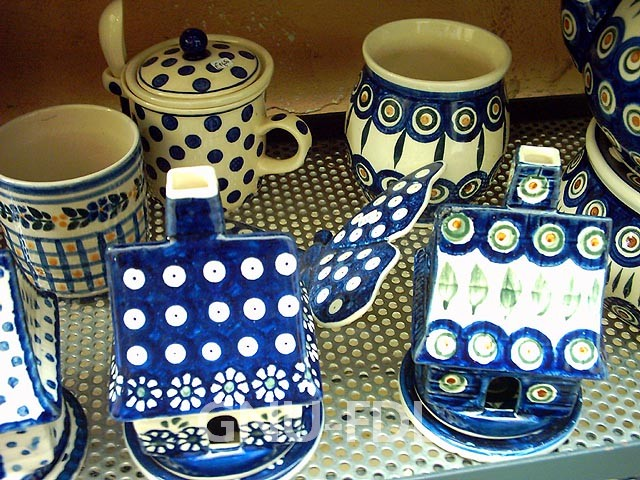
Neuere Bunzlauer Keramik aus polnischer Fertigung

Als Bunzlauer Keramik werden keramische Erzeugnisse (Haushaltsgeschirr, Kunstgegenstände) aus der niederschlesischen Stadt Bunzlau (heute polnisch Bolesławiec) und ihrer Umgebung bezeichnet.

## Geschichte und Herstellung
Die Keramikherstellung in Bunzlau geht auf das 16. Jahrhundert zurück – bereits damals wurden reich verzierte vielfältigste Gebrauchs- und Kunstgegenstände hergestellt. Später schlossen sich die Töpfer zu einer Zunft zusammen, unter anderem um die Qualität zu sichern. Die Zahl der Töpfereien war auf fünf beschränkt. 1762 wurde diese Beschränkung aufgehoben – Bunzlau war jedoch bereits damals europaweit von Bedeutung.
Die große wirtschaftliche Bedeutung der Bunzlauer Keramik währte bis zum Ende des Zweiten Weltkrieges. Sie war darüber hinaus mit ihrem typischen Dekor stilbildend. Ein besonderer Vorzug dieser Tonwaren war ehedem ihre Feuerfestigkeit. Damit konnten aus diesem fast weiß bis leicht ocker brennenden Scherben Koch- und Schmortöpfe sowie Kannen zum Warmhalten der Getränke auf der Herdplatte hergestellt werden. Bunzlauer Keramik, vor allem das Braunzeug, auch „Sanitätsgeschirr“ genannt, fand weite Verbreitung. Es war nicht nur in Deutschland gebräuchlich, sondern wurde auch nach Skandinavien, Großbritannien, in die Niederlande, die Schweiz und nach Übersee exportiert.
Herausragende Eigenschaften der Bunzlauer Keramik waren die Temperaturwechselbeständigkeit und die Freiheit von Haarrissen in der Glasur.
Der im Bunzlauer-Naumburger Tonbecken geförderte Ton wurde bei bis zu 1260 Grad Celsius gebrannt und galt im gebrannten Zustand als hochgebrannte Irdenware. Der Scherben war trotz hoher Brenntemperatur nicht dicht gesintert, also noch etwas porös und konnte dadurch Temperaturwechsel gut überstehen. Die aufgeschmolzene Lehmglasur – ursprünglich reiner niedrigschmelzender rotbrauner Lehm – machte die Keramik dicht für alle Arten von Flüssigkeiten. Während in anderen europäischen Töpfergegenden noch lange Zeit viel Bleioxid verwendet wurde, war die frühzeitige Bleifreiheit der verwendeten Glasuren ein wesentlicher Beitrag zum großen Erfolg der Bunzlauer Keramik.
Der Vorzug der Feuerfestigkeit verlor allerdings mit der Einführung von emaillierten Gusseisen- und Stahlblechtöpfen und schließlich von solchen Gerätschaften aus Aluminium zum Beginn des 20. Jahrhunderts weitgehend an Bedeutung. Auch manches andere wurde durch neue Formen der Lebensmittelversorgung überflüssig: Vorratsgefäße verloren ihre Bedeutung durch bessere Versorgungswege, insbesondere in den Städten. Essensträger für die Land- und Fabrikarbeiter wurden schließlich nicht mehr benötigt.
Neuerungen im Töpferhandwerk förderte die 1897 in Bunzlau nach österreichischem Vorbild gegründete Königliche Keramische Fachschule, nach 1922 Staatliche Keramische Fachschule (ab 1930 zusätzlich Glasfachschule). Bis zuletzt gab es neben der industriellen Fertigung in Bunzlau und Umgebung eine Vielzahl von Handtöpfereien in Familienbesitz, die auf der Scheibe drehten oder in Gipsformen gossen. In unmittelbarer Konkurrenz zu den Töpfereien in der Stadt Bunzlau standen die Werkstätten in der Nachbarschaft, die durch abgewanderte Töpfer gegründet wurden, zum Beispiel in Naumburg am Queis, Tillendorf und Ullersdorf. Der Erfolg der Bunzlauer Keramik führte zu Nachahmungen in anderen Töpferorten, die dann auch unter diesem Gattungsnamen verkauft wurden. Die Töpfer in Bunzlau und Umgebung versuchten sich deshalb mit dem Markenstempel „Original Bunzlau“ zu schützen. Herstellermarken findet man vorzugsweise auf den mehr industriell gefertigten Produkten; auf älteren, insbesondere auf der Töpferscheibe gedrehten Tonwaren fehlen sie. Aufgrund des Zweiten Weltkrieges fand die Produktion ein jähes Ende. Die Firma Reinhold & Co. konnte jedoch bereits im August 1946 den Betrieb wieder aufnehmen und firmierte unter dem Namen Bunzlauer Töpfer- und Keramikwerke.
Altes Bunzlauer Geschirr ist heute noch in vielen Haushalten und auf Flohmärkten und Auktionen zu finden. Bekannte Töpfereien waren Gleisberg, August Hude, Julius Paul und Sohn, Hugo Reinhold & Co und Edwin Werner.
In Bunzlau stellte die Tonröhren- und Schamottfabrik Hoffmann & Co Keramik zur kommerziellen Verwendung unter anderem in Töpfereien, aber zum Beispiel auch in Futterkrippen her. Solche keramischen Erzeugnisse werden jedoch nicht als Bunzlauer Keramik bezeichnet.

## Formen und Verwendung

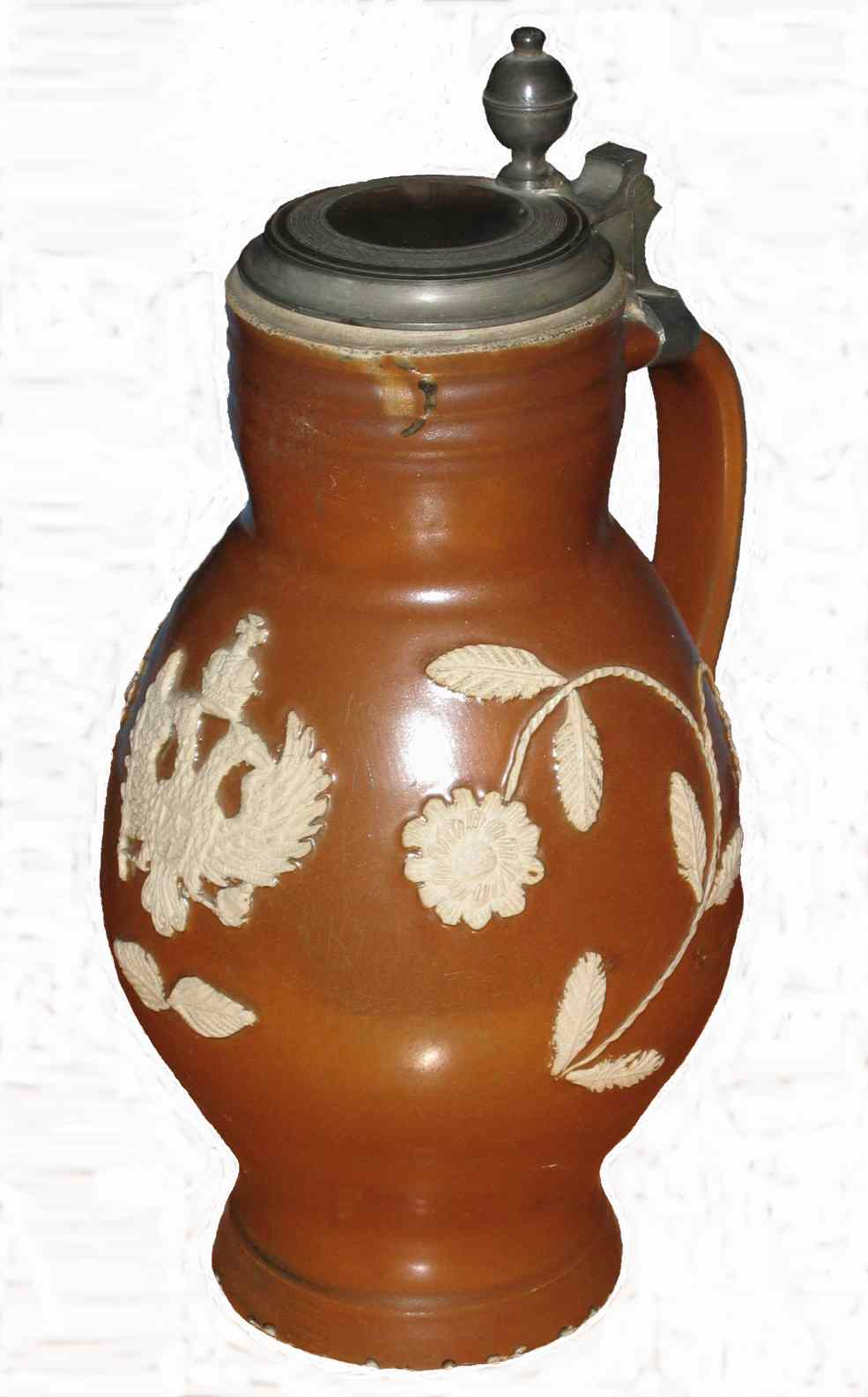
Zierkrug mit Zinndeckel, Lehmglasur mit aufgelegtem weißen Dekor

Bunzlauer Keramik wurde zum einen für Küchengeräte und Essgeschirr verwendet, so unter anderem für Kochtöpfe, Backformen, Topfsiebe, Kannen, Schüsseln, Milchsatten zur Separation der Sahne, Essensträger und Tischgeschirr. Zu Letzterem zählten als typisch schlesische Produkte die großen Tassen („Tippel“) und kleinere henkellose Töpfe („Krausen“), zum Beispiel für Honig oder Marmelade. Bekannt sind auch die Senfgefäße und Ingwertöpfe. Zum anderen entstand in Bunzlau Zierkeramik. Schon im 17. Jahrhundert wurden repräsentative Gefäße mit Zinnmontur und aufwändigen Applikationen gefertigt. Später waren es Blumenvasen, Schalen (offen oder mit Deckel), Aschenbecher und Leuchter.

## Entwicklung des Dekors
Die nachstehend beschriebenen Dekortechniken waren dominierend. Aufwändige Methoden wie Reliefdekor oder aufgelegter Dekor haben zwar hohen künstlerischen Stellenwert, waren aber wenig verbreitet und sind daher hier zu vernachlässigen.

### Lehmglasur

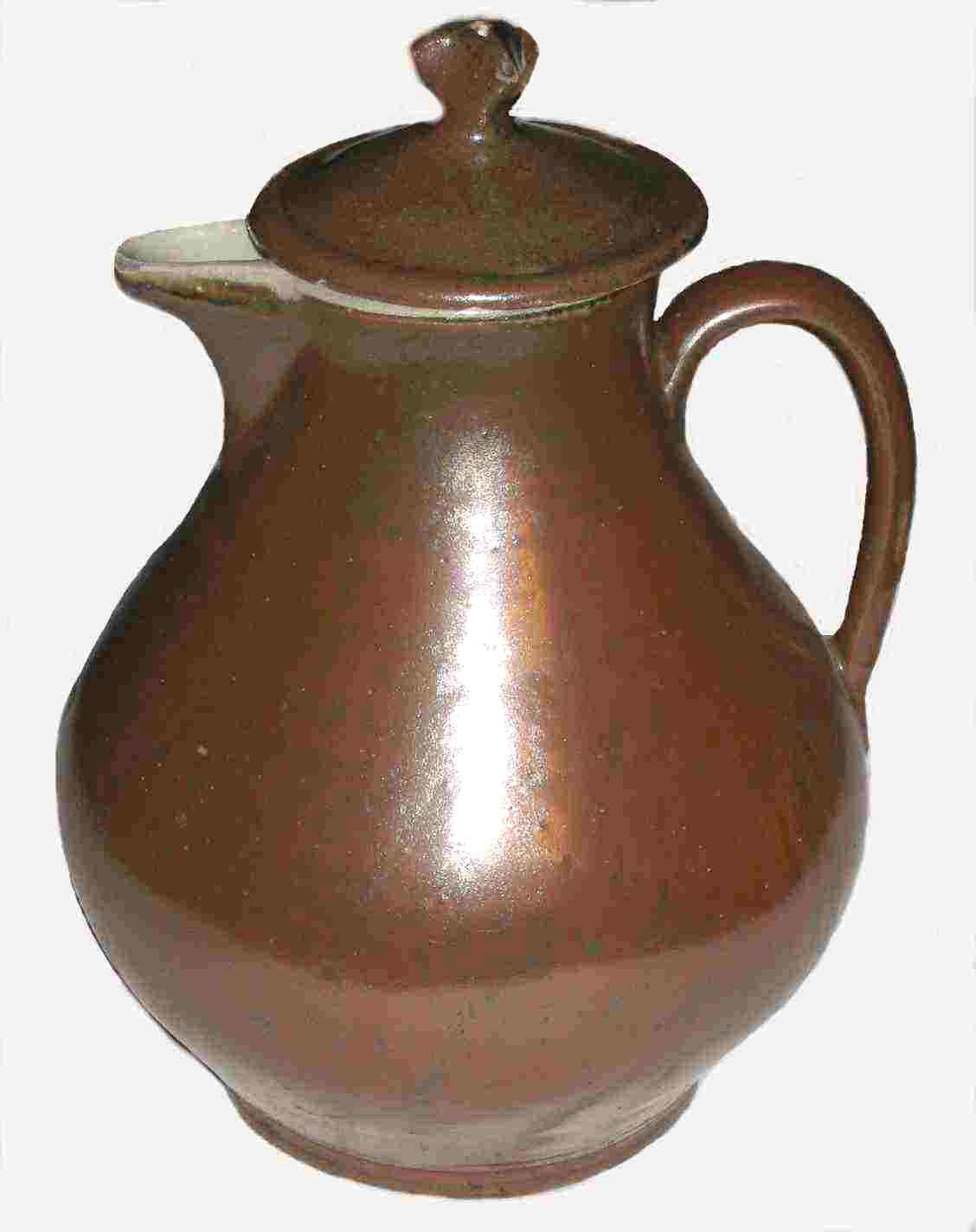
Kaffeekanne mit Lehmglasur

Die Lehmglasur war die älteste Technik; sie wurde – zumindest für Vorratsgefäße – bis 1945 durchgängig verwandt. Sie gibt einen kräftigen Braunton, der durch besonderen Glanz auffällt. 1936 belebte die Keramische Fachschule Bunzlau die Lehmglasur unter dem Namen Aktion Bunzlauer Braunzeug wieder, um unter nationalsozialistischem Einfluss die alten Handwerkstraditionen zu fördern. Das daraus hervorgehende, mit weißen Tonapplikationen dekorierte Tischgeschirr hatte großen Erfolg, bis die Produktion zu Beginn des Krieges eingestellt wurde. Eine strengflüssige weiße Glasur oder eine leichtschmelzende weiße Engobe wurde dazu auf die rohe Lehmglasuroberfläche aufgemalt und verschmolz mit dieser leicht. Diese Technik führte zu weichen, leicht unscharfen Konturen der Dekore.

### Schwämmeldekor/Schwammdekor

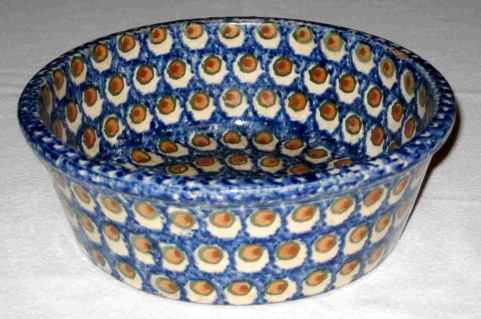
Schüssel mit Schwämmeldekor

Im letzten Drittel des 19. Jahrhunderts setzte sich vorzugsweise für Tisch- und Haushaltsgeschirr zunehmend das Schwämmeldekor (auch Schwammdekor) durch. Dazu werden mit passend geschnittenen Schwämmchen – dem Elefantenohrschwamm – kleine farbige Ornamente aufgestempelt. Sehr beliebt waren konzentrische Tupfer in unterschiedlicher Farbe, die Pfauenaugen, die durch Engobe-, seltener durch Pinselmalerei ergänzt wurden. Bunzlauer Keramik mit diesem Dekor erhielt dafür 1905 bei der Weltausstellung in London die Goldmedaille für cadmium- und bleifreies Geschirr.

### Spritzdekor

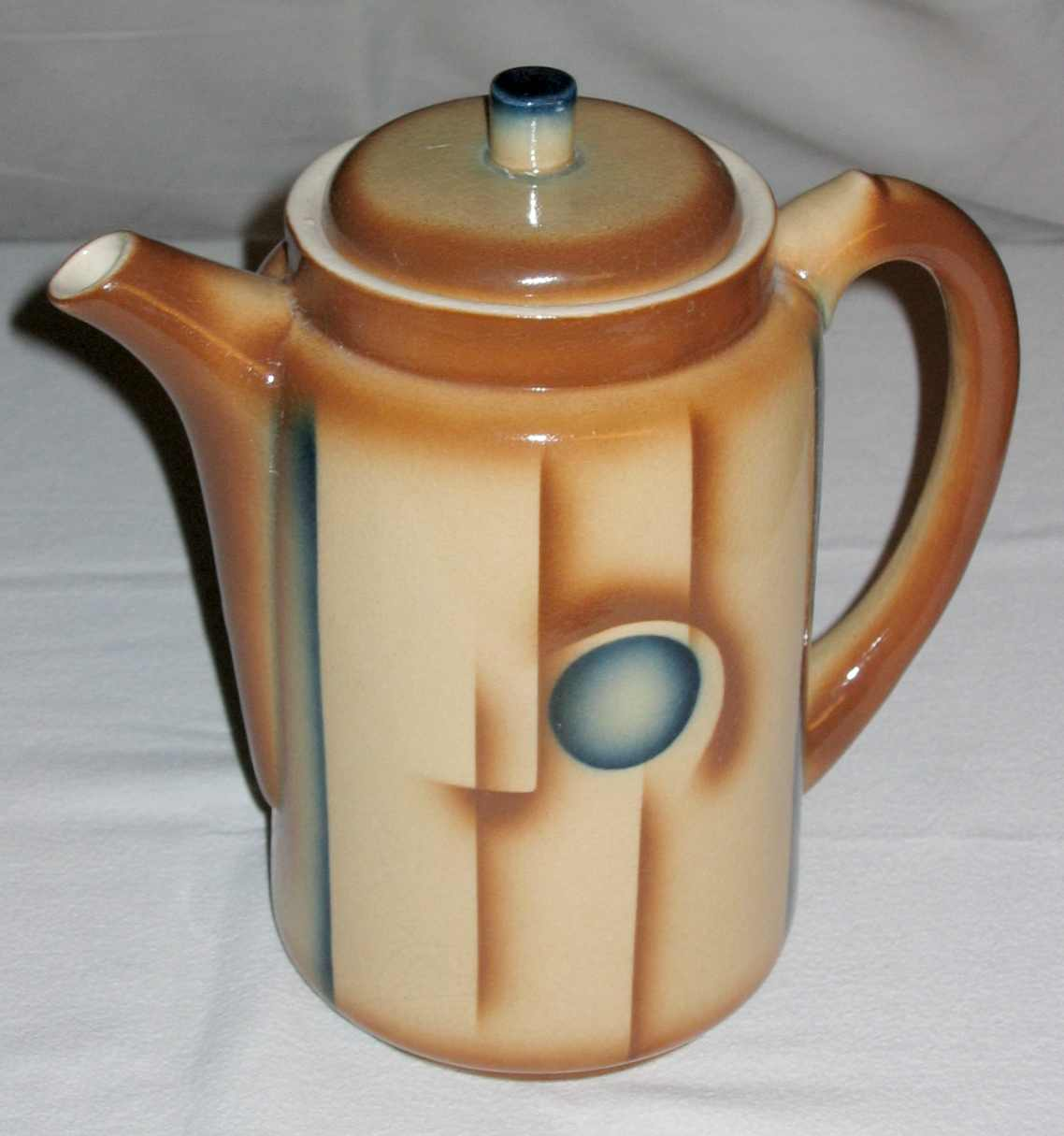
Kaffeekanne mit Spritzdekor

Spritzdekor wurde erst mit der Entwicklung elastisch anliegender Schablonen in den Zwanzigerjahren des 20. Jahrhunderts in Bunzlau als Dekortechnik erfolgreich. Die Hinwendung zur „Neuen Sachlichkeit“ in der industriellen Produktion förderte die Verwendung der Spritztechnik, die überdies mit dem Aufkommen des Art-déco-Stils an Beliebtheit gewann.

### Weitere Zierglasuren

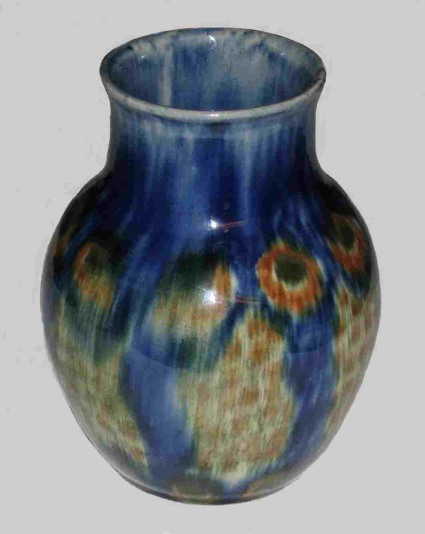
Vase mit Laufglasur

- Engobemalerei: Mittels Spritzballon wurden farbige Strichornamente, Punkte oder Inschriften aus einer dickflüssigen Aufschwemmung von Glasurmasse (Schlicker) aufgetragen.

- Pinselmalerei: Hier war die Malflüssigkeit dünner in der Konsistenz, die mit einem Pinsel aufgetragenen Ornamente sind flächiger; häufig finden sich Motive aus der Pflanzenwelt.

- Marmorierung: Auf die mit einer frischen Grundengobe bedeckten Gefäße wurde mittels Gießbüchse oder mit Hilfe von einzelnen Tierhaaren eine andersfarbige Engobe gleicher Konsistenz aufgetragen und danach durch schüttelnde oder schwenkende Bewegungen entsprechende Farbverläufe erzeugt. Bei einer anderen Technik wurden einem Behältnis mit der Grundengobe oberflächlich kleine andersfarbige Engoben aufgetropft und danach das zu dekorierende Gefäß schnell mit einer Drehbewegung eingetaucht.

- Laufglasur: Die Glasur wurde bei dieser Technik mehrfarbig als schablonenloses Spritzdekor oder mittels Pinsel aufgetragen. Die Viskosität der Glasur und ein Brennvorgang bei erhöhter Temperatur führen zu einem typischen Verlauf des Dekors von oft überraschender Schönheit.

## Keramik nach Bunzlauer Art nach dem Zweiten Weltkrieg
Einige Bunzlauer Töpfer, insbesondere kleinere Familienbetriebe, haben nach der Vertreibung 1945 ihre Tätigkeit wieder aufgenommen. In solchen Fällen ließen sich die Töpfer in Orten nieder, in denen das Töpfergewerbe aufgrund von geeigneten Tonvorkommen bereits ansässig war. Viele führten den Bunzlauer Schwämmeldekor weiter; allerdings fehlte es in den Jahren nach dem Krieg an geeigneten Schwämmen. Schwämmeldekor oder Spritzdekor wurden oder werden hergestellt in Fredelsloh im Solling, Höhr-Grenzhausen und Siershahn im Westerwald, in Ludwigsburg, Rosenheim und in Marktheidenfeld. Auch in Töpfereien in der Oberlausitz wird diese Dekorationsart bis heute verwendet.
Auch polnische Manufakturen führen diese Töpferkunst des vorigen Jahrhunderts wieder fort. Bunzlauer Keramik wird zwar meist nicht mehr auf der Töpferscheibe gedreht, aber die Keramik wird nach alten Formen und in Handarbeit hergestellt. Gefertigt werden die alten bekannten Dekore wie das Pfauenauge, aber auch neue Dekore. Mittlerweile gibt es im heutigen Bolesławiec mehrere Manufakturen, die auf die Herstellung von Bunzlauer Keramik spezialisiert sind. Aufgrund der hohen Qualität erlebt die Bunzlauer Keramik eine neue Blüte: Sie ist für Geschirrspüler und Mikrowelle geeignet und feuerfest.